# انانتاورام
انانتاورام (به انگلیسی: Anantavaram) یک منطقهٔ مسکونی در هند است که در آندرا پرادش واقع شده‌است.

## خصوصیات
انانتاورام ۲٬۵۰۰ نفر جمعیت دارد.